# Xenolohmannia capillata
Xenolohmannia capillata är en kvalsterart som beskrevs av Balogh och Sandór Mahunka 1978. Xenolohmannia capillata ingår i släktet Xenolohmannia och familjen Lohmanniidae. Inga underarter finns listade i Catalogue of Life.